# 小倉孝保
小倉 孝保（おぐら たかやす、1964年7月9日 - ）は、日本のジャーナリスト、ノンフィクション作家、毎日新聞記者。
滋賀県長浜市生まれ。滋賀県立虎姫高等学校、関西学院大学社会学部卒業。1988年、毎日新聞入社。福井支局、阪神支局、大阪本社社会部、東京本社外信部、カイロ支局長、ニューヨーク支局長、欧州総局長、外信部長を経て、編集編成局次長。2011年、『柔の恩人―「女子柔道の母」ラスティ・カノコギが夢見た世界』で、小学館ノンフィクション大賞・ミズノスポーツライター賞最優秀賞をダブル受賞。2014年に日本人として初めて英国外国特派員協会賞（特派員部門）受賞。

## 著書
- 『初代一条さゆり伝説 釜ヶ崎に散ったバラ』葉文館出版、1999年
- 『戦争と民衆 イラクで何が起きたのか』毎日新聞社、2008年
- 『大森実伝 アメリカと闘った男』毎日新聞社、2011年
- 『ゆれる死刑 アメリカと日本』岩波書店、2011年
- 『柔の恩人 「女子柔道の母」ラスティ・カノコギが夢見た世界』小学館、2012年
- 『三重スパイ 「イスラム過激派を監視した男」』講談社、2015年
- 『空から降ってきた男　アフリカ「奴隷社会」の悲劇』新潮社、2016年
- 『100年かけてやる仕事 中世ラテン語の辞書を編む』プレジデント社、2019年
  - 『中世ラテン語の辞書を編む　100年かけてやる仕事』角川ソフィア文庫、2023年
- 『ロレンスになれなかった男 空手でアラブを制した岡本秀樹の生涯』KADOKAWA、2020年
- 『35年目のラブレター』講談社、2024年4月／講談社文庫、2024年12月
  - 2025年3月に東映で映画化予定[3][4]。

## 出演番組
- 『森本毅郎・スタンバイ!』（TBSラジオ） ※2018年からレギュラーコメンテーターが不在の際に「ニュースズームアップ」のコメンテーターとして不定期に出演。2019年8月23日放送分はレギュラーコメンテーター伊藤洋一が夏休みのため、代理出演した。

## 参考
- ゆれる死刑―アメリカと日本 - 紀伊國屋書店BookWeb